# Capitol Records Building
Das Capitol Records Building, auch Capitol Records Tower oder verkürzt Capitol Tower, ist ein 1956 erbautes 13-stöckiges Hochhaus in Hollywood, Los Angeles, Kalifornien, Vereinigte Staaten. Der Firmensitz des Musiklabels Capitol Records zählt zu den herausragenden Gebäuden in Hollywood und gilt als eines der ersten runden Bürogebäude der Welt. Das Gebäude beherbergt außerdem die Capitol Studios, die Aufnahmestudios von Capitol Records.

## Gebäude
Das markante Gebäude wurde von Louis Naidorf im Architekturbüro Welton Becket & Associates entworfen und 1955/56 in der Vine Street, nahe dem Hollywood Boulevard als Hauptsitz und Aufnahmestudio des Musiklabels Capitol Records errichtet. Kolportiert wurde, dass der Rundbau einem Stapel Single-Schallplatten mit einer Tonabnehmer-Nadel auf der Spitze nachempfunden sei. Naidorf selbst stellte allerdings klar, dass andere Erwägungen die Form des Gebäudes bestimmt hatten. Später wurde der Büroturm um das viereckige Erdgeschoss ergänzt. Die Gebäudehöhe von 45,7 m (150 Fuß) ohne Spitze begründet sich in der bis 1956 geltenden maximal zulässigen Gebäudehöhe in Hollywood.
2013 veranstaltete MTV ein Konzert der Band Arcade Fire auf dem Dach des Capitol Records Building. Für das Event wurde der Hollywood Boulevard für den Straßenverkehr gesperrt.

## Capitol Studios
Mit Inbetriebnahme des Capitol Records Building wurden ab 1956 auch die Aufnahmestudios ihrer Bestimmung übergeben. Der erste Nutzer war Frank Sinatra, der hier sein Album Frank Sinatra Conducts Tone Poems of Color aufnahm. Es folgten unter anderem Aufnahmen von Nat King Cole, den Beach Boys (Surfin' USA, 1963), Carole King, Bob Seger, Elliott Smith (Figure, 1999), Green Day (American Idiot, 2004), Ray Charles (Genius Loves Company, 2004). Unter dem Capitol Records Building befinden sich die Echo Chambers, unterirdische Echokammern die, neun Meter unter die Erde gebaut, bei Musikaufnahmen Klangeffekte mit einem Nachhall ermöglichen.

## Blinklicht
Das blinkende Licht an der Turmspitze signalisiert das Wort „Hollywood“ im Morsecode. 1992 wurde das Leuchtsignal verändert und morste „Capitol 50“, um auf das 50-jährige Bestehen des Unternehmens hinzuweisen. Seit 1993 war wieder „Hollywood“ zu lesen. Am 15. November 2016 wurde das Signal im Rahmen des 75-jährigen Bestehens von Capital Records für die nächsten zwölf Monate auf „Capitol 75“ umgestellt.

## Hollywood Jazz Mural
1987 entstand an der Südseite des Gebäudes das Hollywood Jazz Mural. Das Wandbild misst 7,9 × 26,8 m und stellt auf glasierten keramischen Fliesen überlebensgroß eine Auswahl von Jazzmusikern unter dem Titel „Hollywood Jazz: 1945–1972“ dar. Im April 2011 wurde das Kunstwerk von Richard Wyatt Jr. restauriert. Es zeigt seitdem Chet Baker, Gerry Mulligan, Charlie Parker, Tito Puente, Miles Davis, Ella Fitzgerald, Nat King Cole, Shelly Manne, Dizzy Gillespie, Billie Holiday und Duke Ellington.

## Trivia
Das Gebäude ist in mehreren Film- und Fernsehproduktionen zu sehen. Im Film Erdbeben (1974) wird die (fiktive) Zerstörung des als erdbebensicher geltenden Gebäudes durch ein Erdbeben gezeigt. In dem Film Independence Day (1996) wird es von Außerirdischen zerstört, in The Day After Tomorrow (2004) von einem Tornado schwer beschädigt. Außerdem zeigt der Vorspann der TV-Serie Ein Colt für alle Fälle, die von 1981 bis 1986 produziert wurde, diesen Turm.